# Hôpital Saint-Jacques (Besançon)
 (janvier 2015).
Si vous disposez d'ouvrages ou d'articles de référence ou si vous connaissez des sites web de qualité traitant du thème abordé ici, merci de compléter l'article en donnant les références utiles à sa vérifiabilité et en les liant à la section « Notes et références ».
L'hôpital Saint-Jacques de Besançon est un hôpital de style classique du XVIIe siècle.
Il bénéficie de multiples protections au titre des monuments historiques :
- l'hôpital, à l'exception des parties classées fait l’objet d’une inscription depuis le 27 décembre 1938[1] ;
- les façades et toitures sur la cour d'honneur des bâtiments de l'Hôpital, la chapelle, ainsi que les façades curvilignes et les toitures correspondantes des deux bâtiments adjacents font l’objet d’un classement depuis le 16 juin 1970[1] ;
- le bloc opératoire Saint-Joseph a fait l'objet d'une inscription par arrêté du 23 avril 2012[2].

## Historique
En 1182 les chanoines du chapitre de l’église collégiale de Sainte-Madeleine décident de créer l'hôpital Saint-Jacques-des-Arènes à Besançon avec quatorze lits (adjointe à l'église Sainte-Madeleine et greffée sur les ruines des Arènes de Besançon) avec l'accord du pape Lucius III pour « construire une maison hospitalière en vue de l’accueil des pèlerins qui se rendent au pèlerinage de Rome, de Saint-Jacques-de-Compostelle et de Jérusalem »
En 1436 l'hôpital est rattaché à l'Ordre des hospitaliers du Saint-Esprit pour secourir les pauvres, les malades et les enfants perdus.
Au XVe siècle, l’hôpital est annexé à celui du Saint Esprit de Besançon. Il ne dispose alors que de 6 lits. En 1667, arrivent 2 religieuses de l’Ordre hospitalier de Sainte-Marthe de Beaune.
En 1667, les autorités de Besançon demandent des religieuses aux Hospitalières de Sainte-Marthe de Beaune pour gérer l'hôpital Saint-Jacques  mais les sœurs retournent à Beaune à la suite de la première conquête de la Franche-Comté. Pour les remplacer, la communauté de Dôle envoie des sœurs en 1687. Antoine-Pierre de Grammont, archevêque de Besançon leur donne des constitutions plus conforme à la règle de saint Augustin, ce qui entraîne une scission avec les hospitalières fidèles à Beaune et celles de Besançon qui prennent le nom de Filles de Notre-Dame des Sept-Douleurs. Elles fusionnent en 2024 avec les Sœurs de la charité de sainte Jeanne-Antide Thouret.
En 1686, Antoine-Pierre de Grammont demande la construction d'un nouvel hôpital Saint-Jacques plus important près de l'actuelle promenade Chamars. Les travaux durent de 1686 à 1703 suivant un plan en « U ». Il devient hôpital général par lettre patente du roi Louis XIV. À la fin des travaux, Besançon possède l'un des plus beaux hôpitaux du royaume.

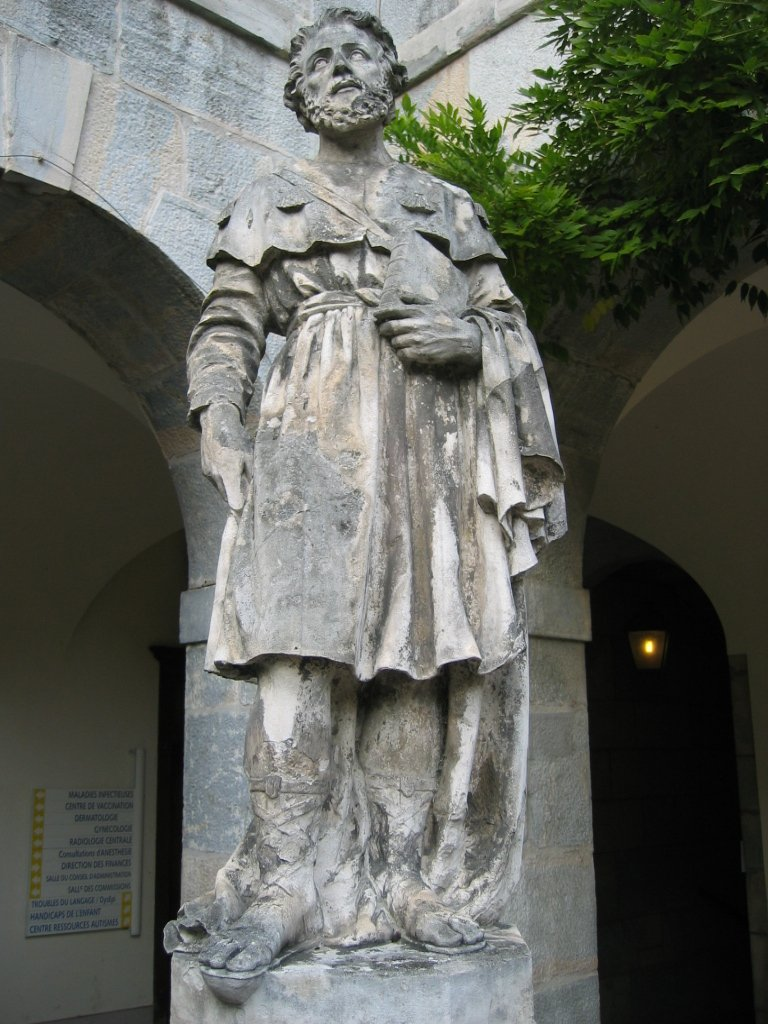
Saint Jacques le Majeur dans la cour de l'hôpital sur la route du pèlerinage de Saint-Jacques-de-Compostelle.

La « chapelle du couvent du Refuge » est érigée au XVIIIe siècle par l'architecte Nicolas Nicole à la manière de la chapelle du collège des Quatre-Nations à Paris (actuel Institut de France). Elle accueille à l'origine des jeunes femmes en difficultés.
L'hôpital possède une des plus belles apothicaireries (pharmacies anciennes) de France avec collection de faïences des XVIIe et XVIIIe siècles constituée vers 1680 par l’apothicaire Gabriel Gascon.
La grille en ferronnerie est réalisée par le serrurier Nicolas Chappuis en 1703 (remplacée depuis par une copie, l'originale étant stockée à la Citadelle dans le hangar aux palissades du front Saint-Étienne). On peut y lire une inscription latine au-dessus de la porte tirée du psaume X, 14 : « Tibi derelictus est pauper. Orphano tu eris adjutor » (« c’est à toi qu’est abandonné le pauvre. Tu seras le secours de l’orphelin »).
Un buste en bronze d'Anne Biget (sœur Marthe) dévouée toute sa vie aux malades et prisonniers amenés à Besançon par les guerres de la Révolution et de l’Empire dont les mérites furent reconnus par l’Europe entière est placé dans une niche entre les grilles et la porte. Elle fut décorée par l’empereur d’Autriche, le roi de Prusse, l’empereur de Russie et le roi Louis XVIII.
Dans la cour d’honneur veille une grande statue de saint Jacques en pierre du XVIIIe siècle.

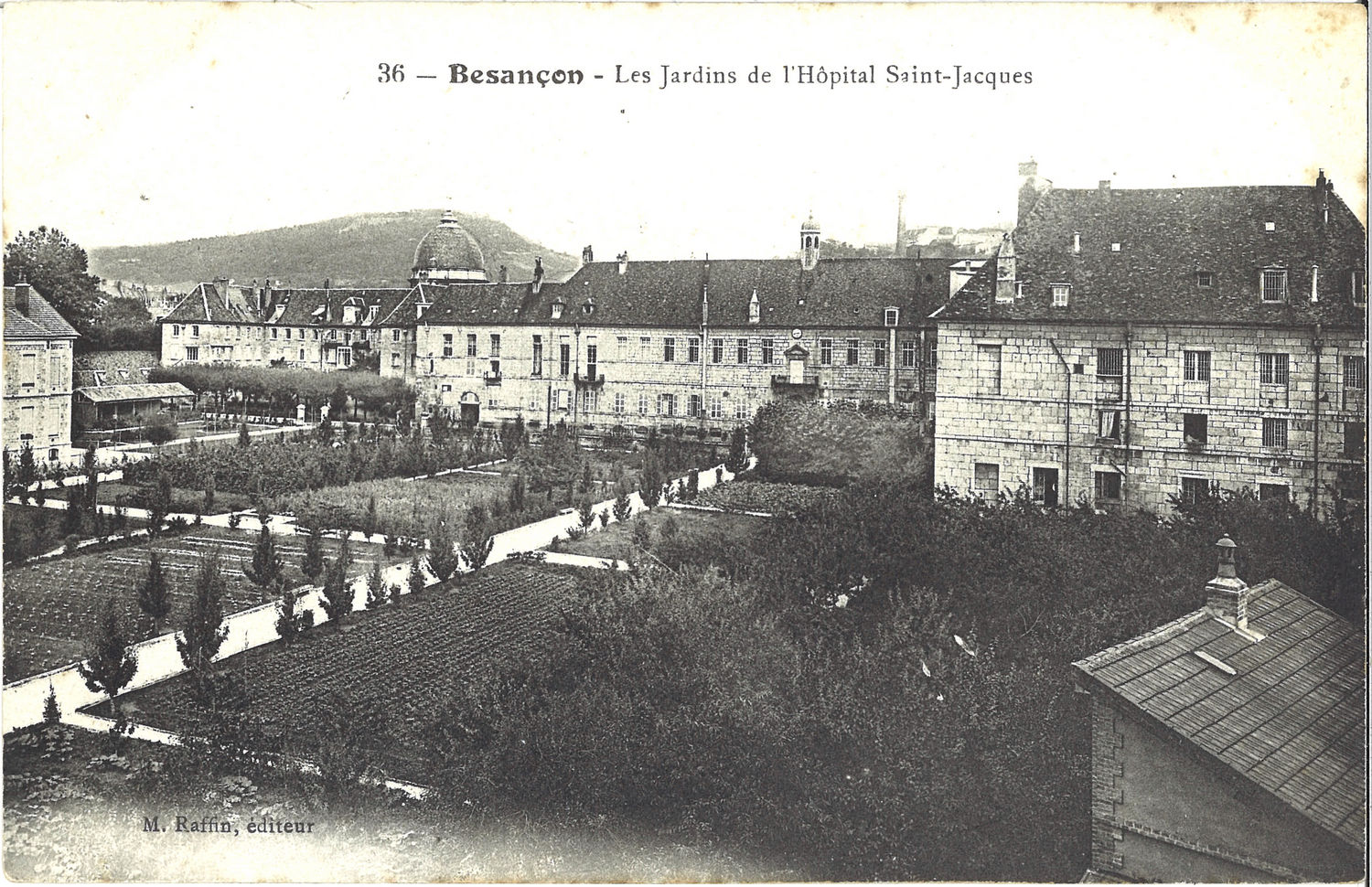
Au fond la citadelle et la cheminée de l'arsenal.

À la fin du XIXe siècle les jardins sont principalement potagers.

## Liste des services et des activités du CHU Saint-Jacques
Cet hôpital public fait partie du centre hospitalier régional universitaire de Besançon (CHRU). S'y trouvent de part et d'autre de la place Saint-Jacques des services hospitaliers et des structures de direction ou de soutien logistique divers. Une vaste opération de regroupement de l'activité sur le site de Chateaufarine a eu lieu fin 2012, en extension de l'hôpital Jean-Minjoz. L'hôpital, propriétaire de l'ensemble immobilier cédera alors au plus offrant les bâtiments du centre-ville.
Demeurent au centre-ville : les hospitalisations de psychiatrie, la médecine légale, le centre de ressource sur l'autisme, l’accueil adolescent,

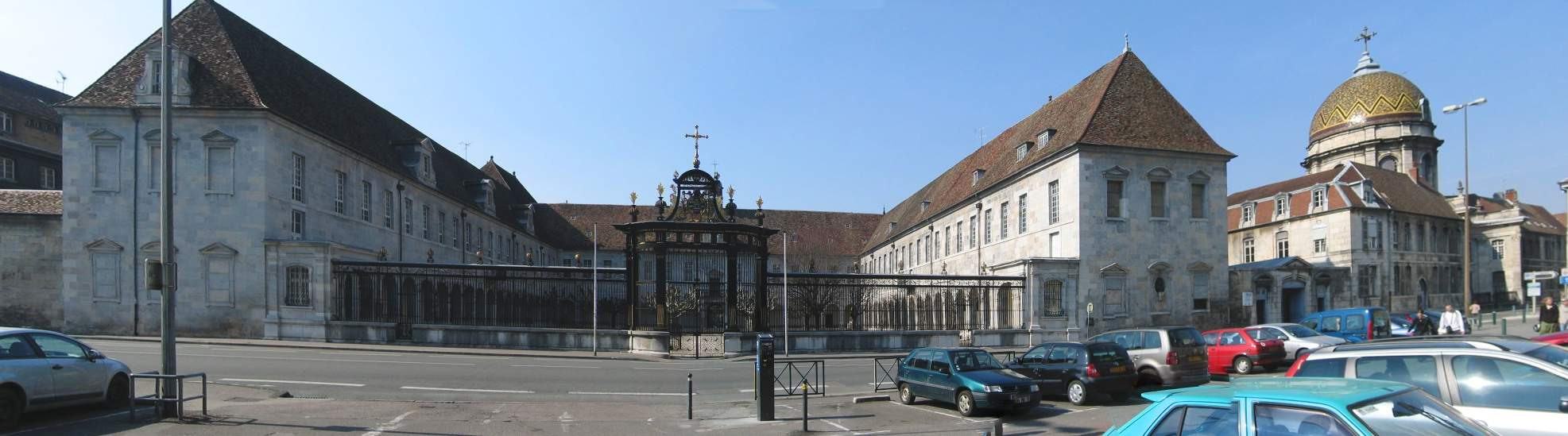

Les directions du CHRU sur le site de Saint-Jacques :
- direction générale ;
- direction générale adjointe ;
- pôle Ressources Humaines & Soins ;
- direction des ressources humaines ;
- pôle Ingénierie & Logistique ;
- direction des travaux ;
- direction des services hôteliers ;
- pôle Projets - Recherche - Affaires Médicales ;
- direction des affaires médicales ;
- direction Projets Recherche Qualité ;
- pôle Finances - Système d'information et des relations avec les usagers ;
- direction des finances relations usagers ;
- direction des programmes d'informatisation, Service informatique.

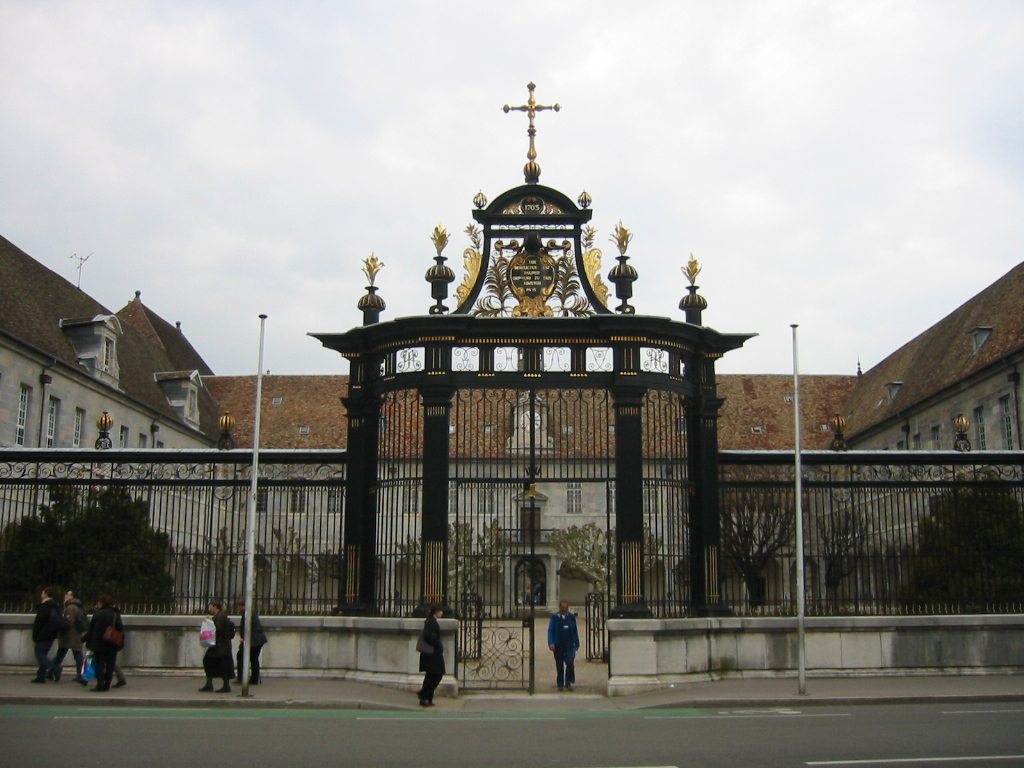
Les grilles en fer forgé.
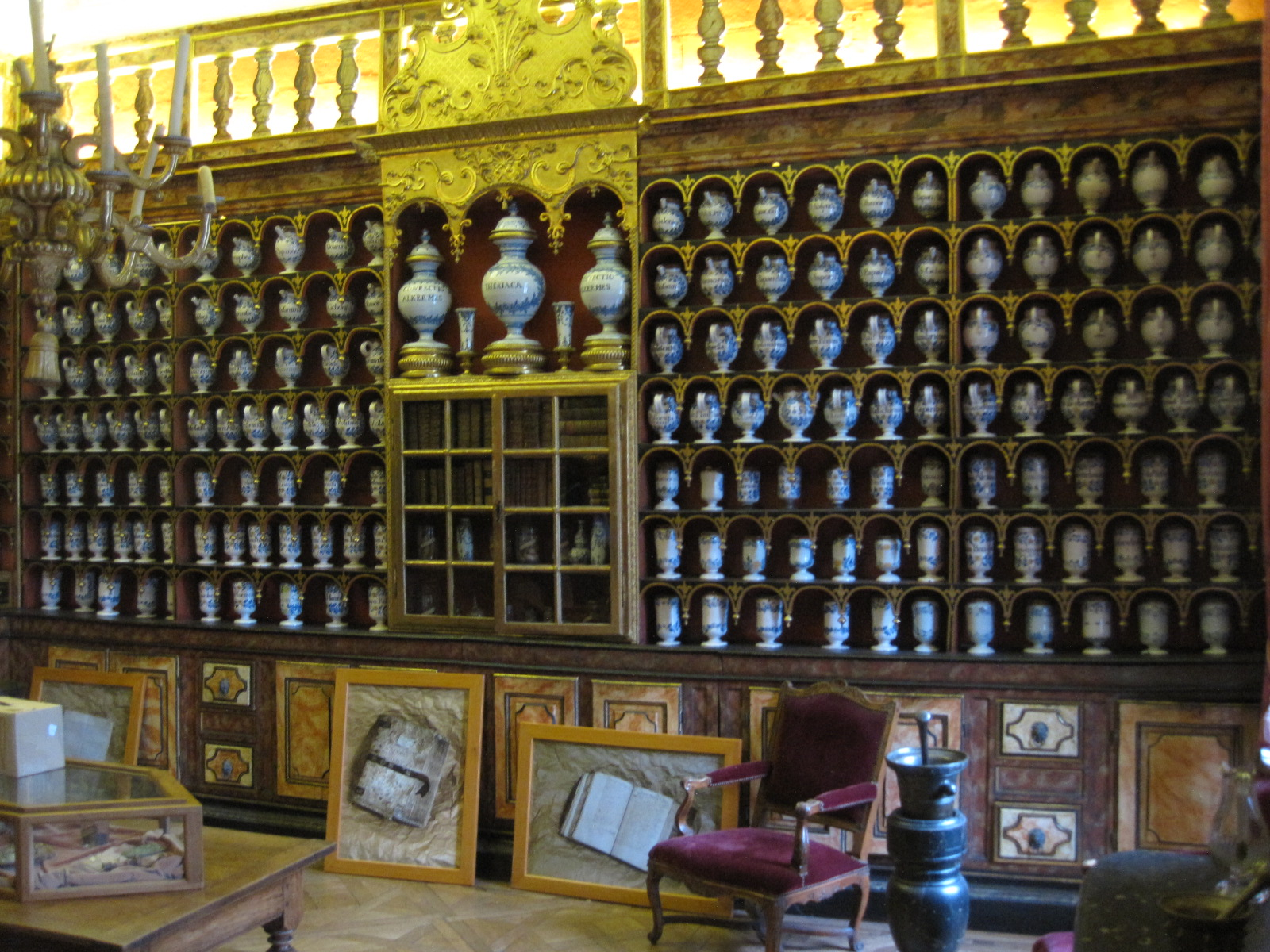
Apothicairerie de Besançon.
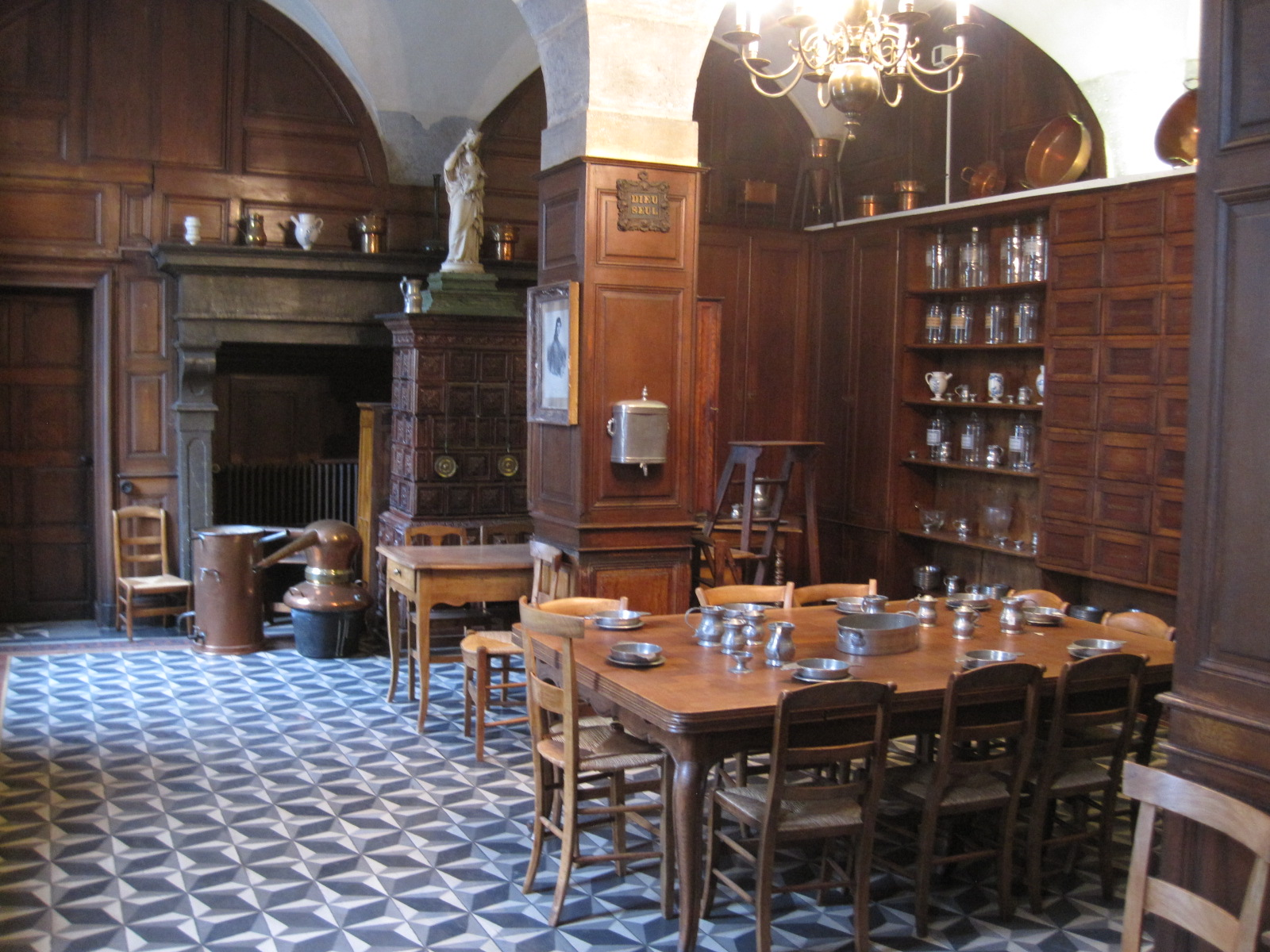
Apothicairerie de Besançon.
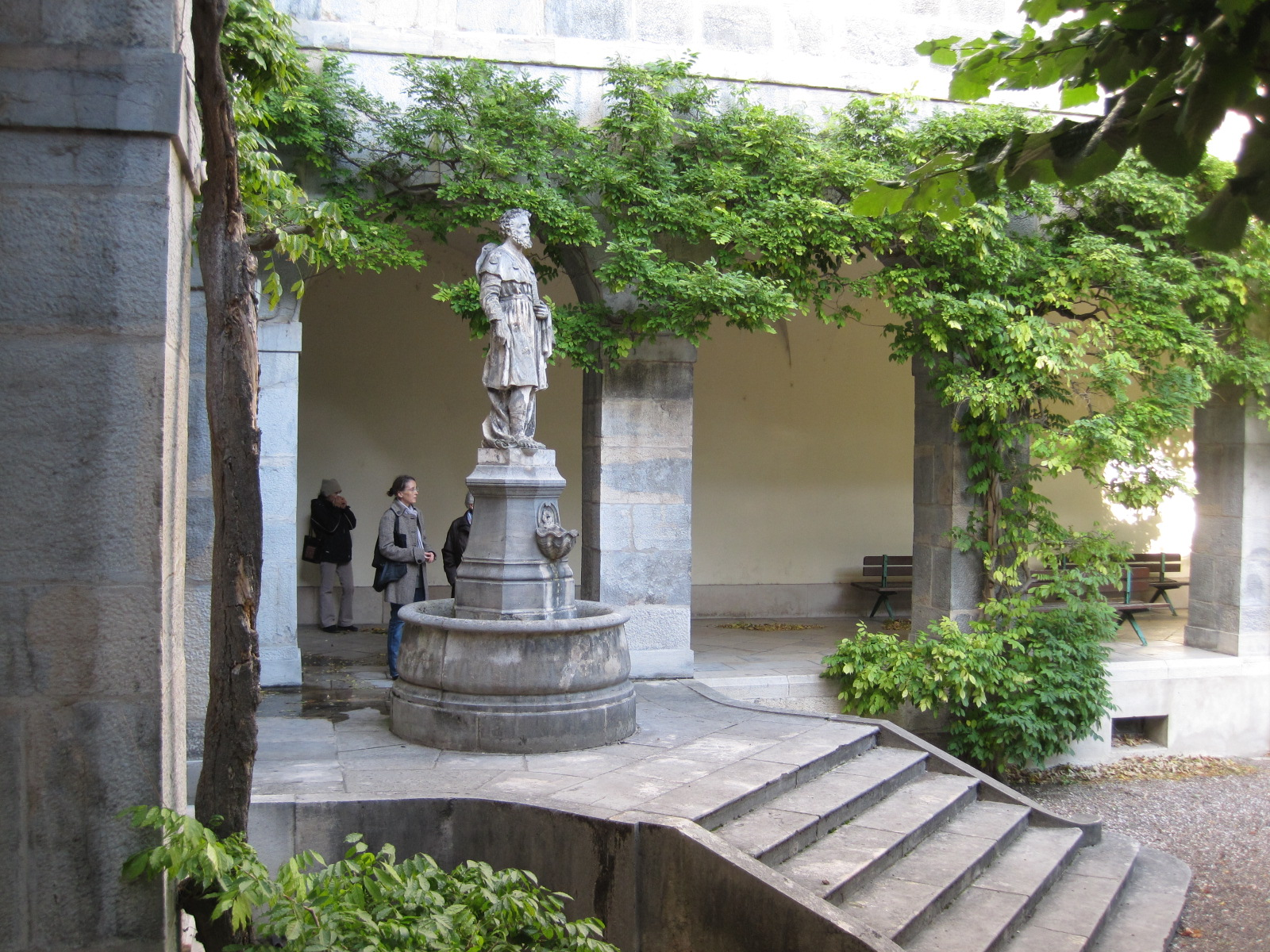
Saint Jacques le Majeur.
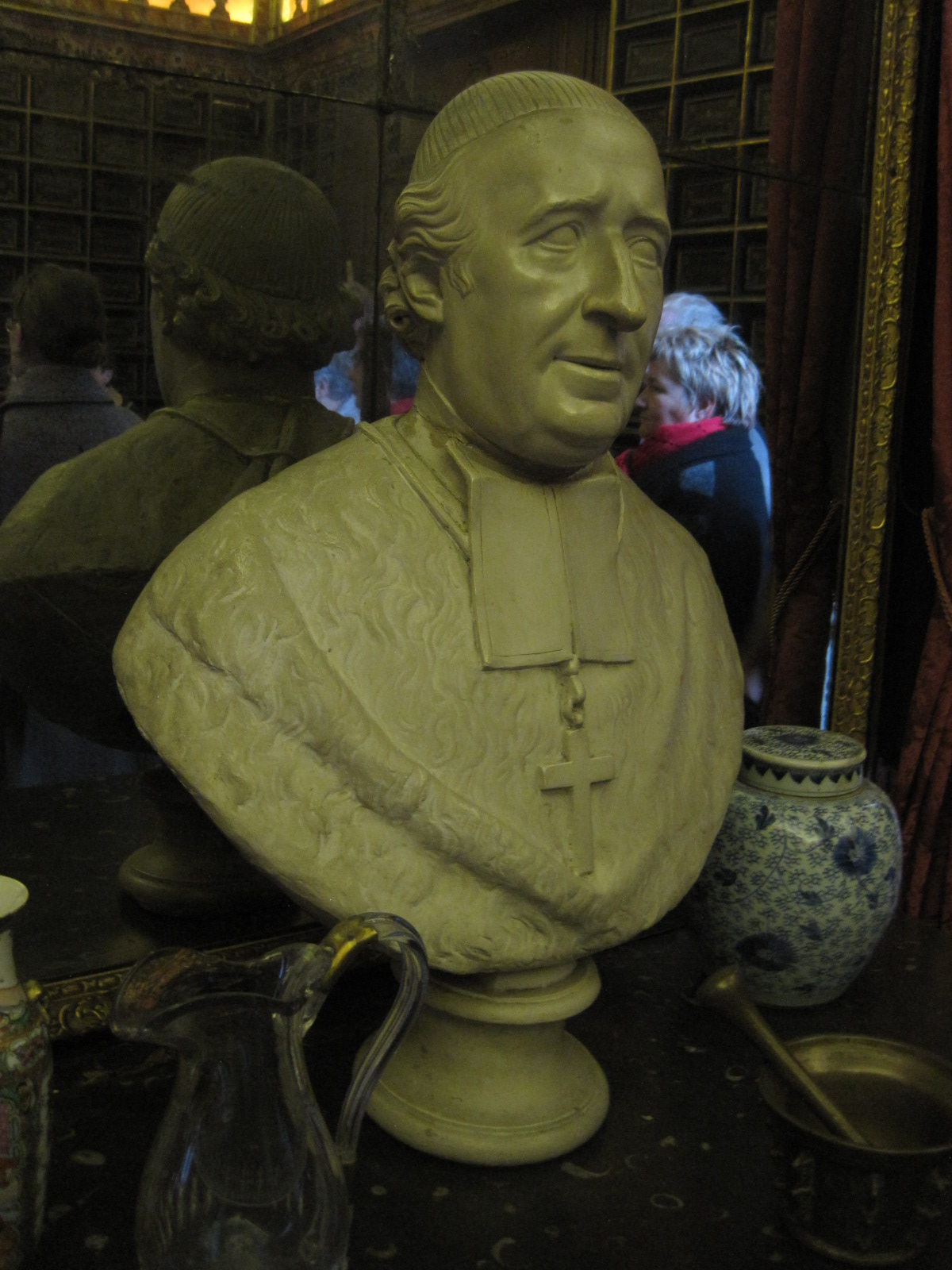
L'archevêque de Besançon Antoine-Pierre de Grammont.